# Desmia phaiorrhoea
Desmia phaiorrhoea is een vlinder uit de familie van de grasmotten (Crambidae), uit de onderfamilie van de Spilomelinae. DDe wetenschappelijke naam van deze soort is voor het eerst voorgesteld door Harrison Gray Dyar Jr. in een publicatie uit 1914.
De soort komt voor in Panama.